# Lebon Patisserie & Café
Lebon Patisserie & Café (en turco: Lebon Pastanesi, Beyoğlu) fue una pastelería y cafetería histórica en el distrito de Beyoğlu de Estambul, Turquía. Inaugurado en 1810, cerró sus puertas en la década de los años 1960. Al ver una brecha de patentes a finales de la década de los años 1980, dos empresarios llamados Şakir Ekinci y Abdurrahman Cengiz vieron un potencial y abrieron una pastelería/café con el mismo nombre en la década de los años 1990. Este segundo Lebon cerró sus puertas a finales de octubre de 2022 por bajo rendimiento.

## Historia
Lebon Patisserie & Café fue fundada en 1886 por Edouard Lebon. Lebon fue un chef francés en la Embajada de Francia en Constantinopla (actual Estambul), la capital del Imperio otomano. Dejó la cocina de la embajada y estableció la panadería, ubicada en Grand rue de Péra (hoy Avenida de İstiklal), en la esquina de "Passage Oriental" en Pera (hoy el distrito de Beyoğlu de Estambul). Pera era entonces un distrito poblado mayoritariamente por levantinos y no musulmanes. El año de establecimiento se corrigió posteriormente a 1810, cuando un cliente trajo una caja de bombones con la inscripción "Lebon 1810". El francés Charles Bourdon fue reconocido como el fundador de la pastelería.
Después de la muerte de Edouard Lebon en 1937, su ayudante de chef griego otomano, Kostas Litopoulos, asumió la dirección de la tienda. La panadería se hizo famosa por su decoración interior del arquitecto franco-otomano Alexander Vallaury (1850-1921), así como por sus grageas, pasteles y profiteroles franceses horneados en un horno de pasteles importado de Europa. También se llamó "Şekerci Lebon" (Confitería Lebon) o "Maison Lebon".

En la década de 1920, se encargaron a Francia paneles de pared de azulejos decorados en estilo Art Nouveau con el tema de las cuatro estaciones con el fin de cambiar el diseño interior. El panel que representa la temporada de invierno ya se rompió y el panel de la "temporada de verano" se retiró más tarde y se reemplazó por un espejo. La pastelería contó con porcelana Limoges de Haviland & Co., vajilla Christofle y cristales Décugis.
Conocido por su calidad y lujo, este lugar fue apodado "Chez Lebon, tout est bon" ("Todo es bueno en Lebon"). Algunos viajeros europeos adinerados, que llegaron a Estambul en el tren Orient Express, y personajes locales destacados como los poetas Ahmet Haşim (1884?–1933), Tevfik Fikret (1867–1915), Abdülhak Hâmid (1852–1937), Yahya Kemal (1884–1958), los escritores Namık Kemal (1840–1888), Ziya Pasha (1829–1880), İbrahim Şinasi (1826–1871) y el novelista francés Pierre Loti (1850–1923) estuvieron entre los visitantes. de Lebon Patisserie & Café.
En 1940, Lebon Patisserie se mudó al otro lado de la calle. En su ubicación anterior, Avedis Ohanyan Çakır abrió la "Pastelería Markiz", llamada así por la chocolatería Marquise de Sévigné en París. Los paneles de pared de azulejos de Lebon permanecieron en Markiz Patisserie. Dirigió la pastelería desde 1985 en adelante.
Lebon Patisserie fue la primera pastelería en la era otomana y los primeros años de la República Turca.

## Cierre
Con mucha información ambigua, no hay registro de Lebon Patisserie entre las décadas de los años 1950 y 1980. Dos empresarios llamados Şakir Ekinci y Abdurrahman Cengiz abrieron su propia pastelería en 1985 cerca de la ubicación original, pero el diseño y los productos cambiaron por completo con respecto al original. A partir de 2021, los dueños de la pastelería de imitación consideraron cerrar porque no podían pagar el alquiler. Esta nueva versión cerró sus puertas en octubre de 2022.